# Mathieu Gascongne
Mathieu Gascongne foi um compositor francês do Renascimento. Autores seus contemporâneos, tal como Adrian Willaert, que segundo a citação do famoso teorista veneziano Zarlino, o agrupava com Josquin des Prez, Johannes Ockeghem e Jean Mouton para a listagem dos melhores compositores desse tempo. Em comparação com esses, contudo, da obra de Mathieu Gascongne pouco sobreviveu.

## Vida
Pouco se sabe da sua vida e existem duas teorias principais sobre o seu local de residência e trabalho. A primeira refere que estaria associado com a corte real francesa para a qual escreveu vários motetes para ocasiões oficiais (como a coroação de Francisco I em 1515); Assim, seria colocado no mesmo local e tempo que Jean Mouton e pouco depois de Antoine de Févin. Adicionalmente, um documento descreve-o como sacerdote da diocese de Meaux e associa-o também à Catedral de Tours; também o menciona como cantor na Capela Real francesa entre 1517 e 1518. A segunda teoria associa-o com um grupo de compositores ativos em Cambraia, visto que a sua música surge em manuscritos da zona. Possivelmente ambas as teorias estão corretas, e ele esteve, de facto, ativo em Paris nas primeiras décadas do século XVI e só depois em Cambraia.

## Música e influência
Gascongne escreveu missas, motetes e chansons. Nove missas têm-lhe sido atribuídas, mas nem todas subsistem de forma completa. Dos seus motetes, dois são versões de magnificat. As suas chansons foram famosas; Gascongne têm sido chamado, juntamente com Antoine de Févin, o inventor da chanson rustique parisiense. Adrian Willaert, o fundador da escola veneziana de música, também tinha elevada consideração por Gascongne, dizendo que estava ao nível de Josquin des Prez, Johannes Ockeghem e Jean Mouton (seu próprio mestre).
A maioria da sua música sacra é destinada à interpretação a cappella em quatro vozes; Utilizou como fontes chansons de Pierre de la Rue, Jean Mouton e Josquin des Prez. As suas chansons são principalmente para três vozes, mas existem numerosos trabalhos que lhe são atribuídos numa fonte mas a outro compositor noutros documentos (Mouton é um competidor comum pela atribuição). Estilisticamente, a sua música é representativa da música francesa do início do século XVI, com uma polifonia suave e equilibrada e penetrante imitação.

## Gravações
- Capilla Flamenca, The A-La-Mi-Re Manuscripts, Flemish Polyphonic Treasures for Charles V.  Naxos CD 8.554744. Contêm uma porção da sua Missa Myn hert.